# Digitaria milanjiana
Digitaria milanjiana är en gräsart som först beskrevs av Alfred Barton Rendle, och fick sitt nu gällande namn av Otto Stapf. Digitaria milanjiana ingår i släktet fingerhirser, och familjen gräs. Inga underarter finns listade i Catalogue of Life.